# NGC 4599
NGC 4599 este o galaxie seyfert de tip 2⁠(d) situată în constelația Fecioara. A fost descoperită în 22 februarie 1786 de către William Herschel. Se află la o distanță de 20,15 de megaparseci de Pământ.